# Calcio in Costa Rica

## Storia del Calcio in Costa Rica
Riferendosi agli inizi del calcio in Costa Rica bisogna avere presente due aspetti fondamentali. Innanzitutto, il paese per l'ultimo quarto del XIX secolo era immerso in un'economia capitalista, molto legata al mercato mondiale, ragione per la quale sperimenta un'influenza non solo politica-economica, ma anche culturale, dei paesi europei. In secondo luogo, il livello lavorativo aveva subito un cambiamento in quanto alla divisione del lavoro, nelle giornate e soprattutto nei suoi orari, creando uno spazio per il divertimento nel tempo libero.
In questo contesto, si sviluppano riforme educative che espongono la necessità di organizzazione, razionalizzazione e professionalizzazione dell'educazione, per questo che un considerevole gruppo di giovani benestanti, viaggiava a studiare all'estero, principalmente in Inghilterra. Fu lì dove i giovani costaricani conobbero il calcio dal momento che la pratica di questo sport era già presente nei programmi delle scuole ed università europee. Furono questi ragazzi che intorno al 1896, incominciarono a praticare nei pomeriggi questo sport.
Tuttavia, altri storiografi riferiscono che si giocava già nei terreni di La Sabana dal 1876 e che nel 1887 il cittadino Oscar Pinto Fernández ritornò al paese proveniente dall'Inghilterra e che si riunì con il suo ex compagno di università in Europa, Gonzalo Quirós Fonseca, giocarono a calcio, usarono uniformi ed una palla che Pinto portò dall'Inghilterra. Quindi giocarono a San Juan de Tibás e "lo spettacolo produsse enorme entusiasmo tra i vicini del posto ed immediatamente corse la notizia che nella piazza alcuni uomini davano calci ad un pallone di cuoio e che vestivano unicamente con indosso solo pantaloncini e maglietta". (Naranjo Madrigal, Historias Deportivas del Siglo XX).
Tra il 1894 e il 1896 l'incipiente pratica del calcio prende auge in modo più organizzato a San José, quando arrivarono al paese impresari inglesi per installare la linea ferroviaria che si unirono con i costaricani che erano stati in Inghilterra, tutti essi figli di coltivatori di caffè che inviavano il prodotto ai mercati di Londra.
Tra il 1873 e il 1899 si crearono i primi club sportivi nei quali si praticarono vari sport, tali come corse di cavalli, baseball, ciclismo, scherma ed il calcio. Queste associazioni erano esclusive, poiché i membri erano stranieri ed altri appartenevano alla borghesia nazionale, che godevano di tempo libero e possibilità economiche per comprare l'attrezzatura sportiva necessaria.
A partire dal 1899 si dà un'apertura per la pratica di questo sport tra i settori subalterni. I club sportivi di operai furono organizzazioni nelle quali esisteva un vincolo sociale tra i suoi membri e fu precisamente in questi dove nacque la pratica sociale del calcio tra i lavoratori.
Tra il 1902 e il 1904 si giocava a calcio nelle piazze di Alajuela, Heredia, Cartago ed in quelle di altre province. Fino a Limón arrivò l'interesse poiché la Northern Railway Company aveva impiegati nella Ferrovia all'Atlantico di ascendenza inglese che giocavano a calcio.
Tra i primi club formati in questo periodo appaiono: il Club Sport El Josefino fondato il 13 luglio 1904, Club Sport Costarricense fondato il 10 agosto 1904, Club Sport Cartaginés nel 1906, il Club Sport El Invencible, Club Sport Monte Líbano, Club Sport Domingueño, fondati nel 1904.
Nomi come Juan Bautista Quirós, Juanito Montealegre, Jaime Carranza, Arturo Echeverría, Oscar Pinto, Jaime G. Bennet, Francisco Ross, Manuel Saborío, Oscar Esquivel, Pompilio Aguilar, Juan Carranza, Alberto Brenes Mora, Roberto Pinto, Enrique Brenes, Alberto T. Brenes, Samuel Montandón, Manuel Montejo, Estanislao Garrón, Eugenio Garrón, Gonzalo Guzmán, Gonzalo Facio, Ramón Herrero, Gustavo Michaud, Antonio Facio, Chale White, Gonzalo Quirós, Oscar Rodríguez, Raúl Guzmán, Eduardo Garnier, Carlos Collado, Walter Siebe, Fernando Streber ed altri, raffigurano nelle liste dei primi giocatori di El Costarricense ed El Josefino.
Nei primi anni del XX secolo è evidente l'auge del calcio. Per l'anno 1904 la Municipalità di San José fu la prima ad appoggiare apertamente la pratica dello sport, poiché promosse ed incentivò economicamente alcuni club, donando denaro.
Dovuto alla crescita smisurata della pratica del calcio, si vide la necessità di creare un organo centralizzato che dirigesse ed organizzasse questo sport. Quando il 3 novembre 1905 fu fondato il Club Sport La Libertad, si diede il primo passo per organizzare il calcio.
Nel 1920 emergevano come squadre La Libertad, Cartaginés, Sociedad Gimnástica Española, Herediano, Alajuelense e la Sociedad Gimnástica Limonense. Le partite si giocavano a La Sabana e si arrivò a far pagare 25 centesimi per il diritto ad una sedia per gli spettatori. Non esistevano regolamenti né si registravano statistiche, per questo che alcuni dirigenti videro necessario organizzare l'attività.
Ci fu un comitato formato da Alberto T. Brenes come Presidente e Ricardo Fournier Quirós, segretario, affinché studiassero l'organizzazione del calcio.
Il 13 giugno 1921 si organizzò la Liga Nacional de Fútbol ed una Corte suprema per dirimere conflitti.
La Liga Nacional de Fútbol era composta da un rappresentante per ciascuno dei 7 club interessati: La Libertad, Sociedad Gimnástica Española di San José, Club Sport Herediano, Liga Deportiva Alajuelense, Club Sport Cartaginés, Club Sport La Unión de Tres Ríos e la Sociedad Gimnástica Limonense.
La prima Giunta Direttiva della Lega la integrarono: José Albertazzi Avendaño (Presidente), Joaquín Manuel Gutiérrez (Vicepresidente), Ricardo Fournier (Segretario), Fernando Streber (Tesoriere), e Manolo Rodríguez, Rodolfo Castaing e Joaquín Vargas Coto (Vocali).
La Costa Rica ufficializzò la sua entrata alla FIFA nell'anno 1927.
A partire dalla creazione della Liga de Fútbol, il calcio si centralizzò a livello amministrativo, cosa che permetterà in un futuro la commercializzazione. Questo organo nel 1931 si denominò Federación Deportiva de Costa Rica; quindi si chiamò Federación Nacional de Fútbol e per gli anni sessanta cambiò a Federación Costarricense de Fútbol, secondo il giornalista e storiografo Fernando Naranjo Madrigal.
È importante emergere che il calcio contò sull'appoggio della Chiesa e del governo, per cui ebbe grande sviluppo diventando lo sport preferito dei costaricani.
Sei leghe conformano la Federación Costarricense de Fútbol: UNAFUT (Primera División), LIFUSE (Segunda División o Liga de Ascenso), ANAFA (Fútbol Aficionado), AFUSCO (Fútbol sala), ADEFUPLA (Fútbol Playa) ed ADELIFFE (Fútbol Femenino).